# Nieuw-Zeelandse plevier
De Nieuw-Zeelandse plevier (Charadrius novaeseelandiae) is een vogel uit de familie van de kieviten en plevieren (Charadriidae). Het is een bedreigde endemische soort van Nieuw-Zeeland.

## Kenmerken
De vogel is 20 cm lang, iets groter dan de in Europa voorkomende bontbekplevier. Het is een enigszins plompe vogel met korte poten.De kop is merendeels zwart, maar de kruin is grijsbruin en rondom dit bruin loopt een vrij brede witte ring, sterk contrasterend met het zwart. De rug is grijsbruin. De snavel is oranje-rood en de poten zijn oranje. Bij het vrouwtje gaat het zwart rond het oog  over in donker bruin. Beide seksen hebben een zwarte snavelpunt, het vrouwtje en de onvolwassen vogel hebben meer zwart op de snavel.

## Verspreiding en leefgebied
Deze soort komt voor op de Chathameilanden, een tot Nieuw-Zeeland behorende eilandengroep ten oosten van het Zuidereiland. Tot de jaren 1870 kwam de vogel ook voor langs de kust van het Zuidereiland. Nu is er nog een kleine populatie op South East Island, het op twee na grootste eiland van de Chathameilanden. De vogels leven langs de kust en nestelen op rotsige platforms of in met gras begroeide zeestranden en overstromingsvlakten. Indien aanwezig wordt er ook op zand- en grindstranden genesteld. Toen de schapenhouderij in 1960 werd stopgezet op South East Island, raakten grote delen van het broedgebied overwoekerd.

## Status
De Nieuw-Zeelandse plevier heeft een beperkt verspreidingsgebied en daardoor is de kans op uitsterven aanwezig. De grootte van de populatie werd in 2022 door BirdLife International geschat op 170 individuen. Dankzij actief beschermingsbeleid van de DOC neemt de populatie toe.  Er worden vogels in gevangenschap gefokt en deze worden op andere eilanden zoals Mangere Island met wisselend succes uitgezet om zichzelf in standhoudende populaties te vormen op eilanden die daarvoor geschikt zijn gemaakt in het kader van ecologisch herstel. De aanwezigheid van ratten (Rattus norvegicus) is daarbij een groot risico. Omdat de vogels sterk afhankelijk zijn van het falen of succesvol zijn van natuurbeschermingsmaatregelen, staat de soort als bedreigd op de Rode Lijst van de IUCN.